# رترکتور دیور

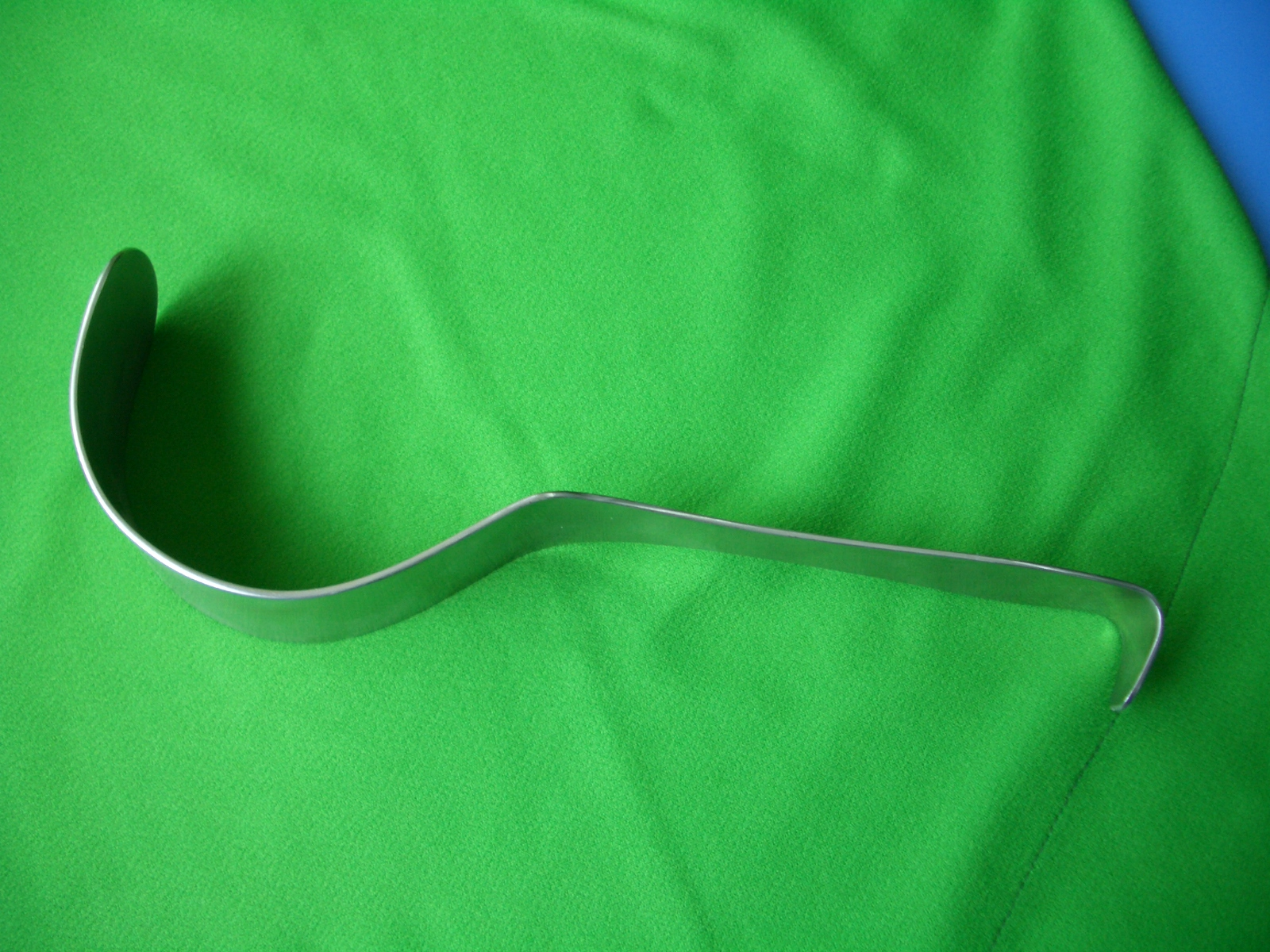
اکارتور دیور

رترکتور دیور(به انگلیسی: Deaver retractor) ابزاری قوی جهت کنار دادن احشای شکمی در اعمال جراحی شکم می‌باشد.تیغه آن ممکن است باریک یا پهن باشد.

## نگارخانه

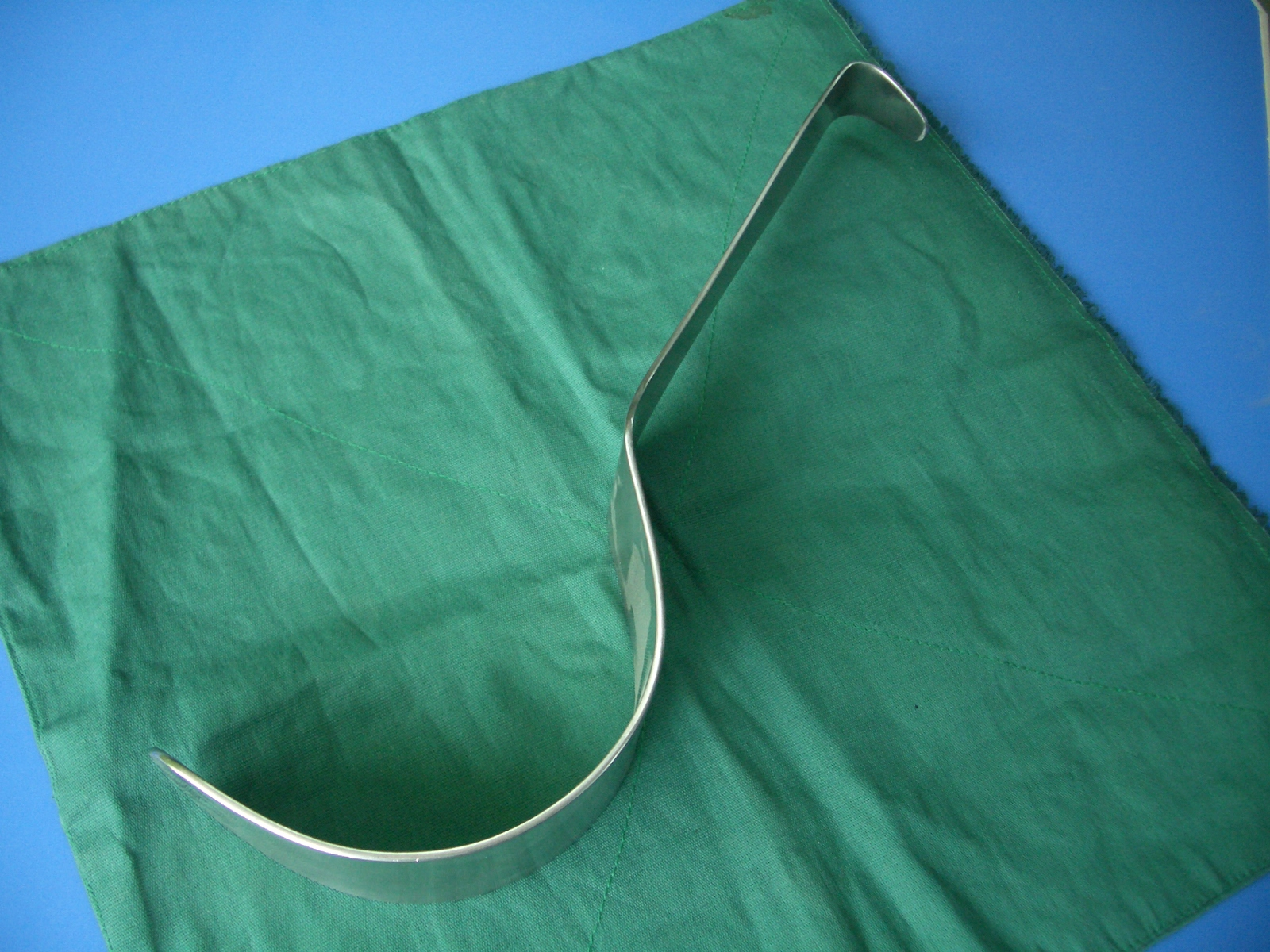
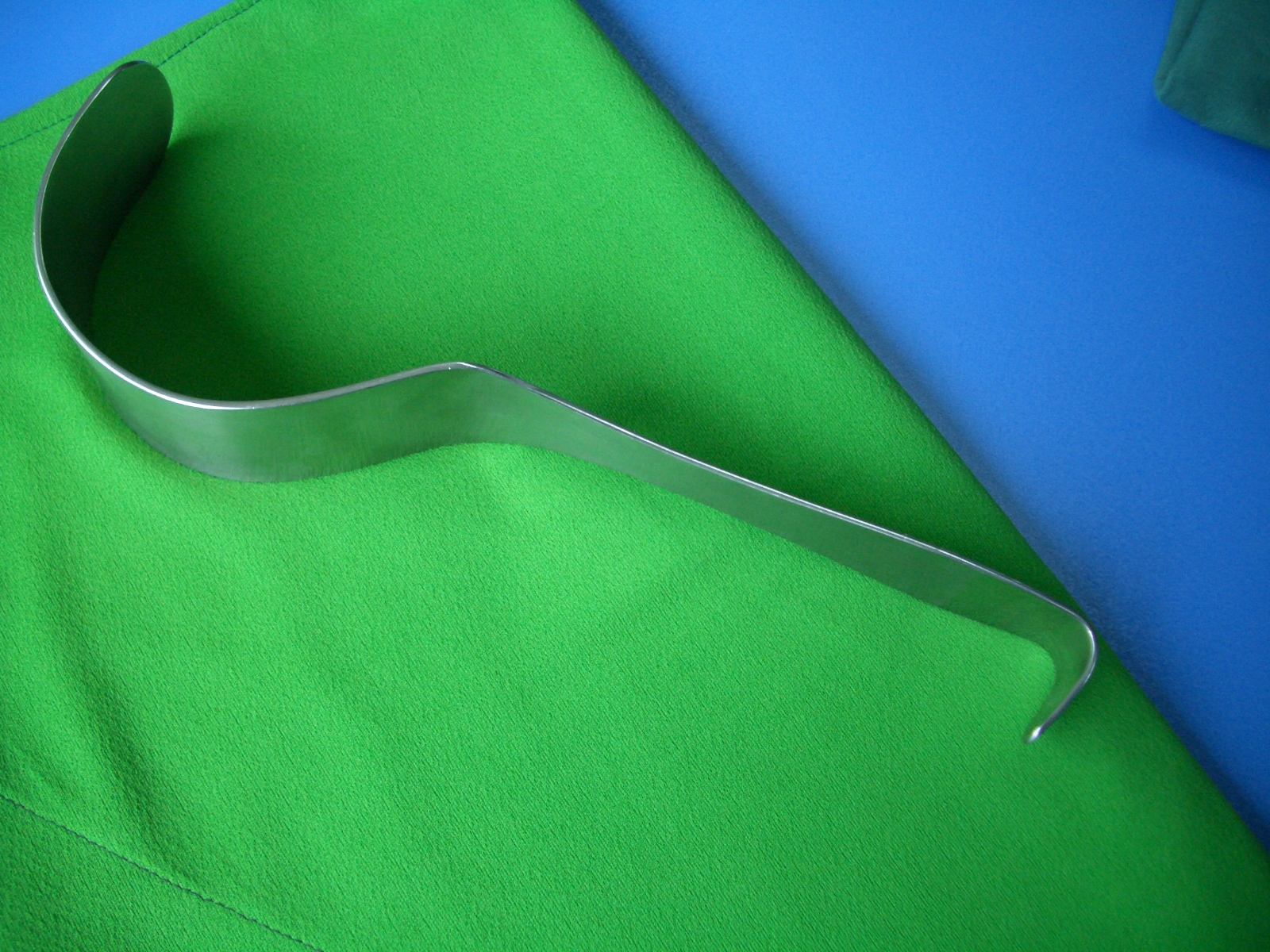